# Amon Tobin

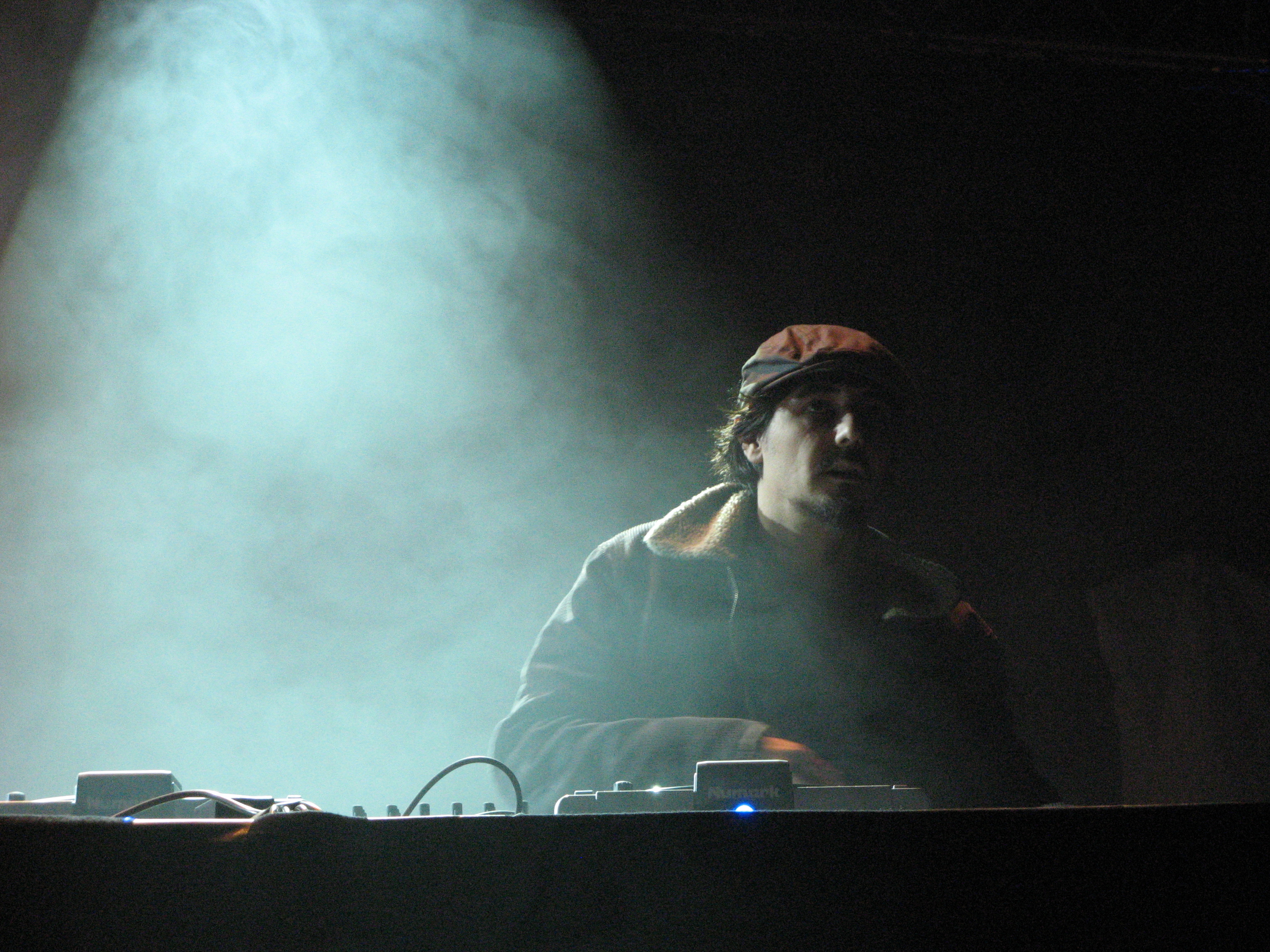
Amon Tobin (2007)

Amon Adonai Santos de Araujo Tobin (* 7. Februar 1972 in Rio de Janeiro) ist ein brasilianischer Musiker und DJ, der für seine Klanggebäude aus Jazz-, Samba- und Drum-and-Bass-Fragmenten bekannt ist. Auch bekannt unter den Namen Cujo, Two Fingers (ursprünglich ein Duo mit Doubleklick, inzwischen Soloprojekt), Eskamon (ein Duo mit Eskmo) und Figueroa.

## Leben
Der in Brasilien geborene und sich als Brasilianer verstehende Amon Tobin kam bereits als Kind mit seiner Familie nach Großbritannien, wo er dann aufwuchs. 2003 siedelte er nach Montreal um.
Zunächst interessierte sich Tobin für Hip-Hop, Blues und Jazz. Er veröffentlichte vier EPs und ein Album unter dem Künstlernamen Cujo, bevor er 1996 mit dem Label Ninja Tune einen Plattenvertrag abschloss. Nach einer Schaffenspause von vier Jahren schloss er einen Vertrag mit Ubisoft, einem Softwarehersteller für Computerspiele. Dort komponierte er 2 Soundtracks für das Spiel Tom Clancy's Splinter Cell: Chaos Theory (veröffentlicht in den Jahren 2005 und 2011). Amon Tobin war 2006 auch am Score bzw. dem Soundtrack des Filmes Taxidermia beteiligt. In dem Film 21 ist er außerdem mit dem bereits auf seinem Album erschienenen Song Always vertreten. 2009 veröffentlichte er sein erstes Album unter dem Pseudonym Two Fingers.
Das Lied Slowly von Tobins Album Supermodified wurde im Soundtrack des BBC-Naturfilms Unsere Erde verwendet. Für die Fernsehserie Orphan Black komponierte er den Titelsong.
Tobin arbeitete unter anderem mit Bonobo, Kid Koala, Mike Patton und Noisia zusammen.
Im April 2015 erschien eine Record-Store-Day-exklusive EP von Tobin, Dark Jovian.

## Stil
Tobins Musik basiert auf einer intensiven Nutzung von Samples, von denen er in einem einzelnen Lied bis zu 80 verwendet. Besonders häufig greift er dabei auf Hip-Hop-, Jazz- und Drum-and-Bass-Stücke zurück. Um Copyright-Problemen aus dem Weg zu gehen, benutzt er entsprechende Filter:

„Ich verwende entweder obskure Passagen, die kein Schwein interessieren, oder aber die Stellen sind so stark verfremdet, dass sie ohnehin keiner mehr erkennt.“

## Diskografie
- Curfew EP (1995) (unter dem Namen Cujo)
- Adventures in Foam (1996) (unter dem Namen Cujo)
- Bricolage (1997)
- Permutation (1998)
- Supermodified (2000)
- Out From Out Where (2002)
- Verbal Remixes & Collaborations (2003)
- Solid Steel Presents Amon Tobin: Recorded Live (2004)
- Chaos Theory – Splinter Cell 3 Soundtrack (2005)
- Foley Room (2007)
- Taxidermia EP (2008)
- Two Fingers (2009) (unter dem Namen Two Fingers)
- Monthly Joints Series (2010)
- ISAM (2011)
- Chaos Theory Remixed – Splinter Cell 3D Soundtrack (2011)
- Stunt Rhythms (2012) (als Two Fingers)
- Dark Jovian (2015) (Record-Store-Day-EP)
- Fear in a Handful of Dust (2019)
- The World as We Know It (2020) (unter dem Namen Figueroa)